# 黑姆斯多夫 (勃兰登堡州)
黑姆斯多夫（德語：Hermsdorf）是德国勃兰登堡州的市镇，隶属于上施普雷瓦尔德-劳西茨县，总面积为33.03平方千米，截至2023年12月31日总人口为733人。